# Astolfo Romero
Astolfo José Romero Chacín, (Maracaibo, 8 de febrero de 1950 - Ibídem, 20 de mayo de 2000), conocido también por su apodo El Parroquiano, fue un cantante, músico, compositor y actor venezolano, que se especializaba en el género folclórico venezolano conocido como gaita zuliana.

## Biografía
Astolfo José Romero Chacín nació el 8 de febrero de 1950 en El Empedrao -parroquia Santa Lucía- de la ciudad de Maracaibo, estado Zulia. Pronto se reveló como un niño prodigio, llegando a interpretar virtuosamente varios de los instrumentos típicos de la música zuliana: cuatro, furro, tambora, charrasca y maracas. En 1962, con sólo 12 años de edad, incursiona en el mundo artístico con una agrupación gaitera infantil llamada “Los Invasores”. Para entonces ya había compuesto una pieza (“Zulia”), la cual llegó a presentar en el entonces canal 13 de la televisión regional.

## Trayectoria musical

### 1964-1973: Sus comienzos
En 1964 se traslada a vivir a la ciudad de Mérida, donde funda las agrupaciones “Los Bomberos”, nombre inspirado en la profesión que desempeñaba en aquel momento, y luego “Los Canarios”. En aquella época viajaba a Maracaibo con cierta regularidad por motivos familiares y durante sus visitas a dicha ciudad, se reunía a ensayar con un conjunto gaitero llamado “Los Tigres”. En 1968 regresa a vivir a Maracaibo de manera permanente y es llamado por el conjunto “Estampas Gaiteras”, con quienes grabó la canción “Los Parranderos”, original de Gil Ferrer.

#### Primeros éxitos con "El Glorioso Santanita"
Su estilo lírico le va haciendo ganar prestigio dentro del ámbito artístico, por lo cual es invitado a integrar el conjunto "Santanita" en 1971, donde ya participaban indiscutibles figuras del género, entre ellas Gladys Vera, Cheo Beceira y Danelo Badell, y permanece allí hasta 1973. La oportunidad de participar en una de las mejores y más queridas o recordadas agrupaciones gaiteras, como lo fue el "Santanita", le sirvió para grabar sus primeros éxitos y darse a conocer en el gremio gaitero, los cuales fueron: "La gaita vivirá", "Santa Lucía y El Empedrao", "Al estudiante", "La Tamborilera", "Dale dale", "El golpecito", "La otra tamborilera", "Linda trigueña" interpretado por José Isea y "La parrandita", todos compuestos por él mismo Astolfo Romero a excepción de este último que fue compuesto por Ramón Rincón.
Cabe destacar que en esos 3 años que participó con esta agrupación, también realizó una versión del tema "Son caliente" compuesto por Nelson Martínez, el cual fue grabado por otras agrupaciones el mismo año como: Cardenales del Éxito, Gran Coquivacoa, el Conjunto Saladillo, Los Turpiales de Nelson Chacín y Los Tucusones.

### 1974-1979: Primera gaita del año y llegada a Cardenales del Éxito
El año 1974 fue muy importante para Romero, ya que fue el año que formó parte de la divisa gaitera que lo acompañaría en las etapas más importantes de su carrera como músico, como lo fueron los Cardenales del Éxito, donde en primera instancia grabaría la primera tamborera para dicha agrupación en su historia titulada "Tamborera Cardenal" y el éxito "El Diablo", fungiendo como cantautor en ambos temas.
Ya como Cardenal para 1974, compone el éxito "Mi Orgullo" el cual es grabado por su ex-agrupación Santanita e interpretado por la cantante Gladys Vera teniendo un éxito rotundo en el mundo gaitero, llegando a ser la primera gaita en ser galardonada como "Gaita del Año" por el Festival de Gaitas Virgilio Carruyo.

#### Época dorada con Cardenales del Éxito
A partir de su llegada a Cardenales del Éxito, es cuando definitivamente se consolida como una leyenda gaitera. Allí compartió escena con otras leyendas de la gaita zuliana, como Douglas Soto, Douglas Isea, Pedro Suárez, Renato Aguirre González, Ricardo Portillo, Ender Fuenmayor, Rixio Aguirre, Pedro Rossell, Tony Cristalino, Rafael Rodríguez, Quintiliano Sanchez, Simón García y Ricardo Cepeda. Junto a ellos permanecería hasta 1979.
En 1975 Romero sería galardonado de nuevo con la "Gaita del Año" para el tema "Sabor añejo" por el Festival de Gaitas Virgilio Carruyo.
De esta época datan legendarios éxitos como compositor e intérprete como: "El Gabinete del Diablo", "Sabor Añejo" interpretado por Ricardo Cepeda, "El Guapachoso" interpretado por Danelo Badell, "Llegó el vapor", "Juan Tuqueque", "El Fogón", “Negrita Cumbá Cumbá”, "En cada puerto un amor" este tema fue compuesto por Renato Aguirre, "El Zandunguerón" compuesto por Eurípides Romero, "La Pelea", "Alegre sabor" interpretado por Ricardo Cepeda, "Guarapachando", "Mi alegría y tristeza" interpretado por Pedro Rossell, "La Lancha Adriana", "Renato Candela", "Bahía de Cata", "Cardenaleando", "Viejo ilustre" coescrito junto a Renato Aguirre e interpretado por Ricardo Cepeda y “Barloventeña”.
También interpretaría viejos clásicos de la gaita zuliana de forma magistral que fueron grabados nuevamente por Cardenales del Éxito en 1979 para el álbum "Ofrenda Al Folklore Zuliano Vol.1", los cuales fueron: "La taza de oro", originalmente interpretado por Emrio Corzo y el conjunto Los Tropicales del Éxito en 1971, "Pasión Indiana", compuesto por José Baptista e interpretado por Gustavo Aguado con el Grupo Guaco en 1972 y el tema "Chucurruley" compuesto por Ramon Bracho e interpretado por Juvenal Badell con el conjunto Los Picapiedras en 1964.

### 1980-1982: Salida de Cardenales del Éxito e ingreso a La Universidad de la Gaita
En 1980, ya consagrado, se convierte en parte de los fundadores e ingresa a “La Universidad de la Gaita” luego de una ruptura y división muy fuerte en su anterior divisa, donde graba junto a muchos de sus compañeros que lo acompañaron luego de la división de Cardenales del Éxito, una de las producciones más completas en la historia de la gaita zuliana como es conocido el álbum "100 años de la Gaita", logrando imponer grandes clásicos de la gaita como "El Cara e' guapo" y "El Marciano", seguidos de temas que se convirtieron en favoritos de muchos gaiteros y amantes del género, como lo fueron "La piramide" compuesto por Romero e interpretado por Ender Fuenmayor, "Mi cacharro y yo" y "La parranda veritera" compuestos por Rafael Rodríguez e interpretados por el mismo Astolfo Romero. 
Al siguiente año, La Universidad de la Gaita lanza 2 producciones gaiteras tituladas "Guaraña" y "El Golfo y el Esequibo Son Nuestros", en los cuales Romero compone e interpreta los éxitos inmediatos "Guaraña", "La Bahía de Juan Griego", "El Corri-Corri" y "Ni un pedazo más de tierra", este último compuesto por Luis Ferrer. 
Nuevamente, ya para 1982, Astolfo Romero grabaría lo que sería su última participación con La Universidad de la Gaita, en la cual compone e interpreta los temas "La Deliciosa", "El Endomingao" y "Noches de Margarita", temas que se convirtieron en parte de su repertorio e historia musical.

### 1983-1985: La llegada a Gaiteros de Pillopo y la creación de un sonido único
En 1983 entra ya en calidad de director musical a la alineación de “Gaiteros de Pillopo” de la mano de su fundador Luis Adolfo Camacho, conjunto con el que se da a conocer en toda Venezuela y con quienes llega a grabar una de sus más conocidas y recordadas composiciones, como lo es “El Barbero” en 1985. 
La llegada a "Gaiteros de Pillopo" se caracterizó por un cambio en el sonido musical de la agrupación adjudicado a la experiencia y el ingenio de Romero a la hora de componer, producir, dirigir e interpretar la Gaita Zuliana. Anteriormente esta agrupación había impuesto grandes éxitos como "El Superior" compuesto por Virgilio Carruyo e interpretado por "El Volcán de América", Argenis Carruyo, sin embargo, la innovación musical y estilo de Astolfo Romero hizo que la agrupación adoptara un sonido más rico en musicalidad e imponiendo para la historia el famoso "ritmo de coquito", el cual muchas agrupaciones con los años venideros intentaron emular a lo largo de la historia. 

#### 1983: Primeros trabajos con Gaiteros de Pillopo
Astolfo Romero estaría 3 años consecutivos en las filas de "Gaiteros de Pillopo" siendo el director musical, donde le regalaría a toda Venezuela grandes composiciones, convirtiéndose por tercera vez en el ganador de la "Gaita del Año" con el tema "La Tienda de Tobias" en 1983. En este año impuso los temas de su autoría como: "La Chinita" y "El Paladín" interpretados por Argenis Carruyo, "Las elecciones", "Parranda maracucha" y "Siga la parranda" interpretados por él mismo. 
De este año también se destaca un mosaico que grabaría en una producción institucional con Gaiteros de Pillopo dedicado a la Universidad Santa María donde versiona con el nuevo estilo y sonido de esta agrupación sus viejos éxitos "Guarapachando", "Negrita Cumba Cumba" y "Barloventeña" que originalmente habría grabado con Cardenales del Éxito en los 70's. 

#### 1984: "La Piñata" y su primer éxito a nivel nacional con Gaiteros de Pillopo
Para 1984, graba y dirige musicalmente la producción conocida como "La Piñata" de "Gaiteros de Pillopo", donde se puede escuchar mucho más acentuado el nuevo sonido de la agrupación bajo su dirección, logrando éxitos en todo el estado Zulia como: "La Piñata" compuesto por Romero e interpretado por Danelo Badell, éxito que les permitió darse a conocer a nivel nacional y el cual fue el que llevó a la agrupación a presentarse en el Poliedro de Caracas por primera vez , "Pascuas floridas" compuesto por Romero e interpretado por Daniel Méndez, "Mi color", "La Taguara de Bartolo" y "Pa'l bailadero" donde funge como cantautor, haciendo mención especial al tema "Luz de esperanza" compuesto por él mismo y donde se pueden escuchar a Daniel Mendez y al propio Astolfo Romero interpretar una de las armonías más hermosas que pudo grabar con "Gaiteros de Pillopo" acompañados de la gran voz de Danelo Badell en los coros de dicho tema. 
Nuevamente en este año, Romero volvería a grabar una producción dedicada a la Universidad Santa María donde se pueden encontrar los temas "Gaita Aniversario" dedicado a la USM y una versión del éxito de ese mismo año "Mi Color" con la integración de un Rhodes que se puede escuchar en esta versión para dicha producción. 
En este año conquistaría el primer festival "Una gaita para el Zulia" de Industrias Pampero con el tema "El Mercado de los Buchones" compuesto e interpretado por él mismo. 

#### 1985: Últimos trabajos con Gaiteros de Pillopo y otras colaboraciones
Finalmente en 1985 realizaría sus últimos trabajos con "Gaiteros de Pillopo" como director musical, compositor y solista, componiendo los temas: "La Culebrera" y "El Barbero" tema que le dio su cuarto premio como "Gaita del año" del Festival de Gaitas Virgilio Carruyo interpretados por él mismo. Otros de los temas fueron "Vamos a apostar un flux" y "Día grandioso" interpretados por Daniel Mendez y el tema "Juan Parranda" interpretado por Danelo Badell. También interpretó el tema “Morrocoy” compuesto por Neguito Borjas siendo el tema que abre el álbum de ese año, un gran éxito y muy recordado por todos. 
En este año 85 también participaría en una serie de producciones institucionales donde versionó con "Pillopo" viejos éxitos como "La Lancha Adriana", "Guarapachando", "Alegre sabor", así como también compuso temas como "Brindemos" para la empresa Ron Santa Teresa donde menciona los productos emblemáticos de dicha empresa. Otro tema que compuso e interpretó en este año fue "La Marina", el cual fue un número para promocionar el negocio "Frigorífico La Marina" del empresario Jesús Ángel "Chichilo" Urribarrí, el cual también interpretaría otra composición exitosa por Romero ese año, como lo fue "Gaitero de Calidad", aunque existe una versión de dicho tema interpretado originalmente por el propio Astolfo Romero en una producción para la Universidad Santa María, muy difícil de conseguir dentro de su material musical. 
Otro de los aportes realizados en 1985, fue en el tema de Ricardo Portillo "Somos La Gaita" para la agrupación "Trabuco Gaitero", donde compartió los créditos como solista con: Ricardo Cepeda, Neguito Borjas, Jesús Terán "Chavín, Ricardo Portillo, Gladys Vera, Ingrid Alexandrescu, Betulio Medina, Fernando Rincon, Enrique Gotera, Danelo Badell, Daniel Mendez y Argenis Carruyo. Para esta producción, Romero hizo una nueva versión del tema "Noches de Margarita" que había grabado 3 años atrás, en el cual se pueden escuchar arreglos de cuerdas a cargo del músico y productor Ricardo Landaeta, logrando así un sonido mucho más venezolano y exquisito a la hora de acentuar el contexto de dicho tema. 

### 1986: Producciones institucionales con La Parranda Gaitera
Luego de la salida de las filas de los "Gaiteros de Pillopo", Astolfo Romero se embarca en sus próximos trabajos y producciones, muchos de ellos fueron dedicados a la Universidad Santa María, institución con la que estuvo muy arraigado y trabajando por muchos años en esta década de los 80's. En este año graba con un conjunto gaitero para entonces desconocido como lo fue "La Parranda Gaitera", agrupación que lo acompañó en una gran cantidad de temas inéditos, así como de nuevas versiones de viejos éxitos con un sonido más actual para dicho año.
Entre algunos de los temas que se conocen de este año, se encuentran la versiones originales de: "Entre Palos y Alegrías" éxito que luego impondrían en 1989 con Cardenales del Éxito, tema que fue interpretado por Daniel Mendez en ambas versiones, "A tus 15 años" y "El Disfraz", este último compuesto por Rafael Molina Vilchez y Astolfo Romero, ambos temas se volvieron a grabar en nuevas versiones para el primer álbum oficial de "La Parranda Gaitera" en 1992. 
Otros de los temas que versionó en este año fueron: "Llegó el vapor" y "Bahía de Cata" viejos éxitos de su primera época con los Cardenales del Éxito en los 70's y el tema "Linda trigueña" que grabaría originalmente José Isea con el conjunto gaitero Santanita en 1974. También grabó los temas inéditos "Y llegó, llegó" dedicado a los ferris que existieron antes del Puente "Rafael Urdaneta" sobre el Lago de Maracaibo, "Parrandón Decembrino" un tema navideño dedicado a la Universidad Santa María, "La Esquina de Villasmil" otro tema compuesto por Rafael Molina Vilchez y Astolfo Romero, "Bolívar Guía Ejemplar" dedicado a "El Libertador" Simón Bolívar, "Gaita U.S.M" otra composición dedicada a la Universidad Santa María y "Ramoncito el parrandero" tema compuesto por Rafael Molina y Astolfo Romero, cantando el Dr. Ramón Cepeda donde también interviene Astolfo Romero en el coro con algunas parodias.

### 1986-1991: Segunda época dorada con Cardenales del Éxito y su "Creatividad Cardenal"
En 1986 regresa triunfalmente a “Cardenales del Éxito” bajo la dirección general de Jesús Ángel "Chichilo" Urribarrí quien se había convertido para entonces en el dueño de la divisa gaitera más grande del género zuliano. Para este año, Romero se convertiría en el nuevo director musical de la que posteriormente el mismo llamaría "La Cardenalera". Permaneció en las filas de los "Cardenales del Éxito" durante 5 años fructíferos, además de ser el director musical, también fungió como cantante, compositor y maraquero de la divisa. 

#### 1986: Producción Lo Máximo...! "El Burro" y aniversario de Café Imperial
Para 1986 los "Cardenales del Éxito" grabarían el álbum doble titulado "Lo Máximo...!" más conocido como "El Burro", considerado por muchos expertos y músicos del género, como la mejor producción que grabaría esta divisa en toda su historia musical. Este álbum estuvo compuesto por 24 canciones, curiosamente fue el mismo número de años que cumplía la agrupación en dicho año.  
De esa gran lista de composiciones, 6 son de la pluma de Astolfo Romero, temas como "El Burro", "Mejor que la de Rondón", "La Coma'e", "La Sirena" "Diciembre" y "Comercial Chichilo" las cuales se convirtieron en éxitos inmediatos, así como la gran mayoría de los temas de dicho álbum. 
Ese mismo año los "Cardenales del Éxito" festejarían los 60 años de la emblemática empresa de café venezolano "Café Imperial" grabando para la ocasión un álbum titulado "Cardenales del Éxito le canta a Café Imperial" bajo la producción de Simón García, donde vinieron 2 temas aniversarios compuestos por este último que fueron "Brindis por Imperial" y "Gaita a Café Imperial", destacando una nueva versión del éxito "El Barbero" de Astolfo Romero la cual destaca por ser interpretada con el "sonido cardenalero" que Romero había mejorado y comenzaría a imponer en el resto de la década del 80. 

#### 1987: Producción ...Lo Máximo! "La Gallera"
Luego del éxito rotundo de su regreso triunfal a la divisa que lo lanzó al estrellato, Romero volvería a reunirse al año siguiente con la agrupación que ahora lideraba para grabar el álbum titulado nuevamente "...Lo Máximo!", frase que se convertiría en el eslogan de la agrupación, el cual es más conocido como "La Gallera", álbum donde "Los Cardenales" lanzarían en esta ocasión 25 canciones, nuevamente el mismo número de canciones que los años que cumpliría la agrupación en dicho año.  
En esta producción Astolfo Romero impondría los éxitos "La Gallera", "La Salvación", "El Saltamonte", "Palmarejo" y el tema que sería desde ese año el que representaría y resumiría la historia de la divisa en la Gaita Zuliana como lo fue "La Cardenalera" interpretado por Carlos Gonzalez. 
Un dato curioso de este álbum "La Gallera" es que por motivos de espacio y longitud de las canciones, se lanzaron dos ediciones distintas de dicha producción con 23 canciones cada uno, la diferencia la hacen los temas "Barquisimeto" compuesto por Rafael Rodríguez e interpretado por Jesús Terán "Chavín" y el tema "La Cesta" compuesto e interpretado por Ender Fuenmayor, convirtiéndose estos 2 temas como los "faltantes" para completar los 25 temas que se lanzaron en el año 1987.  

##### Fundación de Maragaita "La Filial de La Gaita"
En 1987, Astolfo Romero, no solo tendría grandes retos con su actual divisa gaitera, sino que la directiva de lo que para ese año paso a llamarse "Maragaita", ya que anteriormente se llamaba "Corpogaita" entre 1985-1986, haciendo referencias a las filiales petroleras Corpoven y Maraven, lo contrata para que sea el director y productor musical en la fundación del nuevo conjunto gaitero filial de la empresa Petróleos de Venezuela, haciendo así un paréntesis entre su exitosa divisa gaitera actual como lo era "Cardenales Del Éxito" y este nuevo reto de impulsar una nueva agrupación bajo su liderazgo. 
En este nuevo trabajo para Romero, compone junto a Rafael Molina Vilchez e interpreta el éxito "Mene Grande" el cual se consolidó como el tema insigne de la agrupación petrolera en el resto de la década y también fue el tema que colocó a la población de Mene Grande del Municipio Baralt en el radar de todos los zulianos.
Otros de los temas que compuso Romero para este primer álbum de Maragaita fue "Vamonos pa' la parranda", "Fuerza que mueve al país" interpretado por Omar Ferrer y "Semillas" interpretado por Carlos Mendez, estos dos últimos temas fueron compuestos junto a Rafael Molina Vilchez.

#### 1988: Producción "Cardenales 88"
Después de 2 años lleno de grandes éxitos, de una gira por España con los "Cardenales del Éxito" y de la fundación exitosa de la agrupación "Maragaita", Romero entraría a los estudios de esta vez Fonográfica del Zulia de Álvaro Villalobos para grabar junto a la ya conocida "Cardenalera" lo que sería la producción de 1988, donde el pueblo zuliano volvería a disfrutar de un par de éxitos de Astolfo Romero como lo fueron los números "La Florecita" y "Gaita Cacharra" temas que serían éxitos rotundos en todo el territorio nacional.

#### 1989: El final de una década de éxitos insuperables
Para el final de la década del 80 los "Cardenales del Éxito" sufren nuevamente una división en sus filas, donde músicos como Ricardo Cepeda, Renato Aguirre, entre otros, deciden salir de la agrupación. Romero con su equipo de músicos "Creatividad Cardenal" tal y como lo llamó bajo su dirección, no temen a la salida de ciertos músicos y se centran en grabar lo que sería la nueva producción de "Cardenales" para 1989 de donde destacan sus temas "Entre palos y alegrías" una nueva versión interpretada por Daniel Mendez y donde se inmortaliza el arpegio del cuatro de Manuel Luzardo con la introducción entre Romero y Daniel Mendez, "El Tumbarrancho", "En la calle soledad", "Gaita callejera" conocida como "La gaita de las cucharas" y "Chinco y Bracho" interpretado también por Daniel Mendez. El álbum fue todo un éxito para dicho año. 
Como un gesto muy notorio y musical, Astolfo Romero junto a sus músicos cardenaleros, grabarían el "Mosaico Aguirre" un número que incluye los éxitos más conocidos de "El Monumental" Ricardo Aguirre con el estilo característico con el que Romero impregnaría a la agrupación en esos años, los cuales fueron interpretados por cada uno de los solistas que incorporarían las filas de la "Cardenalera" para ese año. 

#### 1990: Última producción con "Cardenales del Éxito" como director musical
La llegada de los noventa supuso el regreso de músicos como Jesús Terán "Chavín", Ricardo Cepeda, Renato Aguirre, entre otros, a "Los Cardenales" donde Astolfo Romero por última vez dirigiría a la agrupación en calidad de director musical y para el festejo de los 28 años de la divisa lideraría la grabación para dicho año donde impondría sus éxitos como "Cantemos alegres" interpretado por Daniel Mendez, "Mi Barco de Vela" y "Cien años (Época de 1890)", siendo este último considerado como uno de los mejores temas que se grabaron en esa producción de 1990. 

#### 1991: Despedida y salida de las filas de los "Cardenales del Éxito"
Finalmente en 1991 cedería el puesto de director musical al excelentísimo compositor y cuatrista, Renato Aguirre Gonzalez, el cual sería su último año en esta divisa gaitera. Como sus últimos éxitos están: "Puro corazón", "La Negra Candela" interpretado por Jesús Terán "Chavín" y "La Alternativa".  
Luego de 5 años lleno de muchos éxitos, giras y reconocimientos, Astolfo Romero decide retirarse de la divisa que lo vio convertirse en uno de los músicos más grandes que tuvo el género zuliano y formar su propia agrupación gaitera. 

### 1992-1995: El nacimiento de La Parranda Gaitera
Ya retirado de las filas de los "Cardenales Del Éxito", llega el año 1992, año en el que decide fundar junto a los músicos y viejos amigos, Pedro "Cantaclaro" Villalobos, Daniel Méndez, Humberto Bracho, Valmore Albornoz "Fortachon", Rafael Sánchez, entre otros, el conjunto “La Parranda Gaitera”; agrupación con la que también cosechó grandes éxitos a lo largo de la década de los noventa. 

#### 1992: Primera producción "La Parranda Gaitera"
En la primera producción titulada "La Parranda Gaitera" se pueden encontrar grandes obras como compositor y cantante, entre ellas están: "Aplausos" interpretado por Pedro "Cantaclaro" Villalobos, "Cosa tan buena" interpretado por Daniel Mendez, "El Bodegón", "Mi Barrio" interpretado por Daniel Mendez, las nuevas versiones de "El Disfraz" compuesto por Rafael Molina Vílchez e interpretado por Astolfo Romero, "A tus 15 años" y otro tema inédito como lo fue "La Bella Lola". En uno de los puntos más genuinos de esta producción se puede escuchar una nueva versión del tema "La Cabra Mocha" de Pradelio Hernandez, la cual fue interpretada por el propio Astolfo Romero y Pedro "Cantaclaro" Villalobos para este álbum, siendo una de las versiones más recordadas de este clásico de la Gaita Zuliana.
Esta producción sería catalogada como la mejor en la historia de esta agrupación gaitera debido a la gran calidad de los temas que la integraron y por el reconocimiento de todo el gremio zuliano.

#### 1993: Segunda producción y una "Edición Limitada"
Para 1993 "La Parranda Gaitera" lanzaría dos producciones, una con temas inéditos para entonces y correspondientes a dicho año, así como otro volumen con nuevas versiones de viejos clásicos de la Gaita Zuliana denominada "Edición Limita 1.993" al mejor estilo de la agrupación. En esta producción se incluyó un tema dedicado al Capitán Omar Barboza quien fallecería en un accidente aéreo, este tema se llamó "Te estamos esperando" donde Astolfo Romero funge como cantautor y fue una de las mejores composiciones que se pudieron escuchar de esta producción.
Otro de los éxitos que se pudieron disfrutar en este año fue "Recordación" donde nuevamente Romero funge como cantautor, un tema que como muchos otros en su gran repertorio evoca a esas viejas tradiciones y costumbres de la capital zuliana, Maracaibo. Los temas "Olor y Pueblo" compuesto por Eddy Ramos y Rafael Sanchez, así como "De pueblo en pueblo" compuesto e interpretado por Astolfo Romero son muy recordados como parte de esta producción.
Para el que sería el segundo volumen de "La Parranda Gaitera" en 1993, nos encontramos con una nueva versión del viejo éxito "La otra tamborilera" que inmortalizaría en 1973 con el conjunto Santanita el cual cumpliría en esta ocasión 20 años. En esta nueva versión se pueden escuchar influencias de la tradicional tamborera gaitera, así como también influencias salseras con un sonido totalmente renovado que solo Astolfo Romero acompañado de virtuosos como Alejandro "Nano" Silva en el piano, Humberto Bracho en la guitarra y Edwin Pulgar en las trompetas y trombones pudieron lograr.
Evocando a esa época tradicional de la Gaita Zuliana en la capital zuliana, Astolfo Romero volvería a componer un tema con toda esa tradición como lo fue "La Típica Gaita Vieja" originalmente grabada en 1991 e interpretada por Eroy Chacín con el conjunto gaitero "Los Gaiterosos", agrupación que Romero también dirigió en dicho año, y que interpretaría el mismo en este nueva producción. Otra de las nuevas versiones de clásicos gaiteros que se volverían en "nuevos éxitos" para Romero, sería el de "Negrita Cumba-Cumba" donde con el sonido característico de su ahora agrupación lo revitalizaría por completo y volvería a sonar en las principales emisoras del estado Zulia y del territorio nacional.
Haciendo alusión a la celebración de lo que serían para entonces los 50 años de la coronación como Madre y Excelsa Patrona de los Zulianos de la Virgen de Chiquinquirá, Astolfo Romero compondría el tema "La Coronación" que interpretaría junto a Daniel Mendez y Pedro "Cantaclaro" Villalobos. Como dato curioso, se recuerda que este tema fue compuesto y grabado en 1992, pero finalmente fue lanzado en 1993 de forma oficial.
Otras de las nuevas versiones muy recordadas en esta producción de "La Parranda Gaitera" están: "La Cotorra" compuesta por Oscar Osorio e interpretada nuevamente por Pedro "Cantaclaro" Villalobos, originalmente había sido grabada por las "Estrellas del Zulia", "Madre Adorada" compuesta por Eurípides Romero e interpretada por Astolfo Romero en esta ocasión, anteriormente había sido interpretada por "El Monumental" Ricardo Aguirre con los "Cardenales del Éxito" en 1966, "Una Gaita" compuesta por Tino Rodríguez quien en su versión original sería su intérprete, para esta ocasión fue interpretada por Daniel Mendez y finalmente el tema "La Zulianidad" grabado originalmente por el conjunto "Alegres del Momento" e interpretado por Germán Laguna, para esta nueva versión sería Daniel Mendez quien colocaría su voz para este clásico gaitero.

#### 1994: La Parranda Gaitera y "Viajando por Venezuela"
Para el año 1994, se grabaría lo que sería la producción "Viajando por Venezuela", el cual el nombre hace referencia al éxito inmediato de esta producción donde Astolfo Romero sería su cantautor. En esta producción también se destacaron grandes éxitos como "Puerto La Cruz" otro tema de Astolfo Romero donde interpreta y expresa su amor por nuestras playas venezolanas, sin embargo, uno de los temas más completos y aclamados por todo el gremio zuliano de este álbum fue "Regionalismo" donde nuevamente sería su cantautor y mostraría la importancia que como músico le daba a la cultura zuliana en todos sus aspectos.
Otros de los temas recordados de este álbum fueron: "Rey Parrandero" compuesto por Astolfo Romero e interpretado por Daniel Mendez, "En carne propia" compuesto por Renato Aguirre e interpretado Daniel Mendez y "El Mercado Mayor" donde su cantautor fue Astolfo Romero.

#### 1995: Última producción completa de La Parranda Gaitera
Llegado el año 1995, Astolfo Romero dirigiría por última vez una producción completa de "La Parranda Gaitera" grabando e interpretando nuevos éxitos como: "Paraguachoa", "Agüita de Río" y "Pura esencia". También impondría los temas "Pa' Caldera" y "Nuestros derechos" donde compartiría los créditos como compositor con José Ángel Díaz.
Luego de esta producción, Astolfo haría una pausa durante todo un año con La Parranda Gaitera para colaborar e integrar otras agrupaciones gaiteras que lo acogieron en años posteriores.

## Últimas colaboraciones y su fallecimiento
Fue asimismo, director y fundador de los conjuntos “Maragaita” y “Estrellas del 2000”. Su última grabación (“Ave Cantora”, con el conjunto “Los Chiquinquireños”), es una oración a la Virgen de Chiquinquirá, pieza compuesta originalmente para ser cantada por Betulio Medina, la cual dejó grabada en maqueta momentos antes de su fallecimiento. Sin embargo, la calidad tan perfecta de la grabación permitió luego la edición de una copia dejando su voz original para deleite de los coleccionistas y amantes de la gaita.
A lo largo de su carrera artística, fue galardonado con varios reconocimientos como el premio “Virgilio Carruyo” y “Una Gaita Para el Zulia” de Industrias Pampero, en su primera edición. En 1999 fue galardonado como solista del año. Fue además locutor del programa radial La Gaita Antañona  desde febrero de 1991 al lado de Daniel Sarcos Guillermo Molero Moraima Gutiérrez Robert Martínez y Humberto Mamaota Rodríguez
de lunes a viernes a las 12:30 por la emisora Zuliana 102.1 FM. Falleció en su ciudad natal el 20 de mayo del año 2000, víctima de un infarto, luego de grabar en el antiguo estudio de grabación ubicado en Veritas, recordado como la Fonográfica del Zulia el tema “Ave Cantora”, la cual compuso para su amigo y también cantante integrante del grupo gaitero Maracaibo 15 Betulio Medina, quien "El Parroquiano" consideraba un "chiquinquireño" y el cual un día después de su fallecimiento le tocó interpretar esta última pieza musical compuesta por Romero.
- Magno, Leon (7 de febrero de 2012). «Astolfo Romero: líder de la gaita». Sabor Gaitero. Consultado el 20 de mayo de 2018.
- Magno, Leon (20 de mayo de 2014). «“El Parroquiano”, “El Espectacular” ahora canta en los escenarios del cielo». Sabor Gaitero. Consultado el 20 de mayo de 2018.
- Magno, Leon (5 de enero de 2011). «Parranda Gaitera, La». Sabor Gaitero. Consultado el 22 de mayo de 2018.
- Magno, Leon (29 de agosto de 2016). «UDG: LA UNIVERSIDAD DE LA GAITA». Sabor Gaitero. Consultado el 22 de mayo de 2018.
- Márquez, Héctor (2008). «El Parroquiano». Nuestra Gaita. Consultado el 22 de mayo de 2018.
- Guerra, Yuly (2015). «Maragaita: Aquí la historia». Es Maragaita - Blog oficial. Consultado el 3 de junio de 2018.

- L
- fm - Biografía de Cardenales del Éxito
- Discogs.com - Discografía de Cardenales del Éxito
- Discogs.com - Discografía de Gaiteros de Pillopo
- Discogs.com - Álbum de La Universidad de la Gaita 1980
- Discogs.com - Álbum Una gaita para el Zulia 1984
- Discogs.com - Álbum Somos La Gaita del Trabuco Gaitero 1985
- Discogs.com - Álbum La Parranda Gaitera 1992
- José Sulbarán | Coleccionista discográfico, cuatrista, arreglista, productor musical y licenciado en música - Archivo digital y data musical
- Ender Arrieta | Coleccionista discográfico - Archivo digital y data musical